# Torvund Alexander
Torvund Alexander (Bærum, 2000. augusztus 1. –) magyar-norvég kettős állampolgárságú labdarúgó, a román másodosztályú Csíkszereda játékosa.

## Pályafutása

### Klubcsapatokban
Torvund Alexander Norvégiában, Bærum városában született, egyéves korában költözött szüleivel Magyarországra. A Baráti Bőrlabda Football Clubban kezdett focizni 5 éves korában. Rövid rákospalotai kitérőt követően került a Sándor Károly Labdarúgó Akadémiára, majd 2016-ban a Vasas Kubala Akadémiára. A Vasas U17-es korosztályos csapatában a 2016-2017-es bajnokságban 26 mérkőzésen 27 gólt szerzett. 2017 nyarán a Videoton szerződtette. 2017 októberében a német első osztályú Borussia Mönchengladbach korosztályos csapatánál szerepelt próbajátékon, ahol felkészülési mérkőzésen két gólt is szerzett. 2018 januárjában az angol Wolverhampton Wanderersnél szerepelt próbajátékon. A székesfehérvári csapat bajnoki címet nyert a 2017–2018-as idény végén, és Torvund több társával együtt az utolsó fordulóban rendezett DVTK elleni mérkőzésen bemutatkozhatott a magyar élvonalban. 2018 nyarán a norvég harmadosztályban szereplő Ullern ÎF csapatához szerződött. 2019 januárjában a norvég élvonalba szereplő Stabæk csapatához írt alá hároméves szerződést. Tétmérkőzésen az első csapatban nem lépett pályára, ezért felbontotta szerződését, majd 2020 nyarán a Mezőkövesd Zsóry csapatánál volt próbajátékon. 2020. június 20-án a Mezőkövesd bejelentette, hogy hároméves szerződést kötöttek. 2020 szeptemberében a másodosztályban szereplő Szentlőrinc csapatához került kölcsönbe a 2020-2021-es idény végéig. 23 bajnokin háromszor volt eredményes az NB II-ben, majd a 2021-2022-es idényt megelőzően a szintén másodosztályú Aqvital Csákvár labdarúgója lett. Harmincnégy mérkőzésen három gólt szerzett klub színeiben, majd 2023 nyarán az ugyancsak NB II-es Tiszakécskei LC játékosa lett.

### A válogatottban
2017 márciusában tett magyar állampolgársági esküt, majd tagja volt a 2017-es U17-es labdarúgó-Európa-bajnokságra kijutott magyar csapatnak, mellyel a tornán a negyeddöntőig jutott.

## Sikerei, díjai

### Klubcsapattal
Videoton
- Magyar bajnok: 2017–18

### Válogatottal
Magyarország U17
- U17-es Európa-bajnokság 6. hely : 2017